# Portugiesische Badmintonmeisterschaft 2023
Die Portugiesische Badmintonmeisterschaft 2023 fand vom 18. bis zum 19. November 2023 in Caldas da Rainha statt. Es war die 66. Austragung der nationalen Titelkämpfe in Portugal.

## Medaillengewinner
| Disziplin    | Gold                                          | Silber                                   | Bronze                                            |
| ------------ | --------------------------------------------- | ---------------------------------------- | ------------------------------------------------- |
| Herreneinzel | Bernardo Atilano                              | Duarte Nuno Anjo                         | Gabriel Enzo Rodrigues                            |
| Herreneinzel | Bernardo Atilano                              | Duarte Nuno Anjo                         | Bruno Sequeira Carvalho                           |
| Dameneinzel  | Madalena Fortunato                            | Sónia Cunha Gonçalves                    | Claudia Ferra Lourenço                            |
| Dameneinzel  | Madalena Fortunato                            | Sónia Cunha Gonçalves                    | Mariana Sousa Paiva                               |
| Herrendoppel | Tomás Pereira Nero Bruno Sequeira Carvalho    | Duarte Nuno Anjo Ângelo Rosa Da Silva    | Kevin Camacho Selvarajah Hugo Fernandes           |
| Herrendoppel | Tomás Pereira Nero Bruno Sequeira Carvalho    | Duarte Nuno Anjo Ângelo Rosa Da Silva    | Diogo Marreiros Glória Fernando Silva             |
| Damendoppel  | Adriana Cunha Gonçalves Sónia Cunha Gonçalves | Mariana Gomes Afonso Mariana Pinto Leite | Mariana Chang Mariana Gonçalves Neves             |
| Damendoppel  | Adriana Cunha Gonçalves Sónia Cunha Gonçalves | Mariana Gomes Afonso Mariana Pinto Leite | Madalena Fortunato Beatriz Silva Roberto          |
| Mixed        | Bernardo Atilano Mariana Chang                | Tomás Pereira Nero Beatriz Silva Roberto | Simão Oliveira Ferreira Catarina Mesquita Martins |
| Mixed        | Bernardo Atilano Mariana Chang                | Tomás Pereira Nero Beatriz Silva Roberto | David Silva Marta Andrade E Sousa                 |